# Richard Hill of Hawkstone
Richard Hill of Hawkstone hr. Surrey, hr. Shropshire (ur. 23 marca 1655 w Hodnet, zm. 11 czerwca 1727 w Richmond) – brytyjski polityk i dyplomata. 
Jego ojcem był Rowland Hill of Hawkstone (ur. 1623?), a matką Margaret Whitehall z Doddington, (Shropshire). Richard Hill uczył się w Shrewsbury School, a potem studiował w St John’s College na Uniwersytecie Cambridge (BA 1679; MA 1682) . Po studiach został diakonem. W 1675 pracował jako opiekun dzieci  Richarda Boyle, 1. hrabiego Burlington, a potem dzieci  Lawrence'a Hyde, 1. hrabiego Rochester. Hyde poznał go z Richardem Jones, hrabią Ranelagh, skarbnikiem armijnym (paymaster of the forces), który sprawił, że król Wilhelm III mianował R. Hilla skarbnikiem armii we Flandrii (1688–96). 
W latach 1690–1700 był brytyjskim posłem w Brukseli i Turynie.
W roku 1699 został ambasadorem brytyjskim w Hadze. Po powrocie (1702) został Komisarzem Admiralicji (Commissioner of the Admiralty (1702-1708).
W latach 1703–1706 był brytyjskim ambasadorem w Dreźnie. Ostatnia jego misją była misja do Brukseli, skąd powrócił w 1710 z powodu słabego zdrowia. Wnet wycofał się z polityki.